# Bradysia bispinifera
Bradysia bispinifera är en tvåvingeart som beskrevs av Werner Mohrig och Nina Krivosheina 1983. Bradysia bispinifera ingår i släktet Bradysia och familjen sorgmyggor. Inga underarter finns listade i Catalogue of Life.